# Abel al Danemarcei
Abel (n. 1218 – d. 29 iunie 1252, Eiderstedt⁠(d), Schleswig-Holstein, Germania) a fost Duce de Schleswig din 1232 până în 1252 și rege al Danemarcei din 1250 până la moartea sa în 1252. A fost fiul lui Valdemar al II-lea al Danemarcei și a celei de-a doua sa soție, Berengaria de Portugalia, și fratele lui Eric al IV-lea al Danemarcei și al lui Christopher I al Danemarcei.

## Duce de Schleswig
La moartea lui Valdemar al II-lea al Danemarcei, în 1241, fratele Ducelui Abel, Eric, a aderat la tronul Danemarcei ca Eric al IV-lea. Următorii ani, Ducele Abel s-a luptat împotriva fratelui său, încercând să obțină independența pentru Ducatul său. El a percheziționat nordul până în Randers, distrugând susținătorii lui Eric și apoi s-a mutat în Funen. Eric a lovit din nou un an mai târziu, surprinzându-l pe Abel la Schleswig și forțând-o pe sora sa mai mică, Sophie, să fugă cât de departe.
Luptele au continuat până când sora lui Abel a mediat un armistițiu între Abel și Regele Eric, care a avut loc până în 1250, când Eric a fost ucis în timp ce era invitat la reședința lui Abel la Schleswig.

## Regele Danemarcei
Eric al IV-lea a fost ucis de către șambelanul lui Abel, Lave Gudmundsen, decapitându-l și aruncându-l în mare.
Deși Abel și alți 24 de nobili au depus un jurământ oficial cum că Ducele nu a avut nici un rol în asasinarea regelui, s-a crezut că regele Eric a fost ucis de către frații săi. După îndepărtarea acuzațiilor, Abel a fost proclamat rege al Danemarcei la Adunarea de la Vibord, pe 1 noiembrie 1250.

## Decesul
Abel a domnit doar pentru un an și jumătate. Rege Abel a primit vestea că țăranii din Frisia, conduși de Sicko Sjaerdema, refuzaseră să plătească taxă de impozitare. Abel a ridicat o armată pentru a-i pedepsi. La vârsta de 33 de ani, el a fost ucis de un rotar pe nume Henner, la Podul Husum, lângă Eiderstedt la 29 iunie 1252.
La momentul respectiv, fiul său, Valdemar, se afla ostatec la curtea Arhiepiscopiei de Köln, astfel încât fratele  mai mic al lui Abel, Christopher I, a fost încoronat rege în ziua de Crăciun a anului 1252, în Catedrala din Lund.